# Cheyletiella parasitivorax
Cheyletiella parasitivorax är en spindeldjursart som beskrevs av Megnin 1878. Cheyletiella parasitivorax ingår i släktet Cheyletiella och familjen Cheyletidae. Inga underarter finns listade i Catalogue of Life.